# Protocole additionnel à la Convention des Nations unies contre la criminalité transnationale organisée visant à prévenir, réprimer et punir la traite des personnes, en particulier des femmes et des enfants
Le Protocole additionnel à la Convention des Nations unies contre la criminalité transnationale organisée visant à prévenir, réprimer et punir la traite des personnes, en particulier des femmes et des enfants (également appelé Protocole sur la traite ou Protocole UN TIP) est un protocole à la Convention des Nations Unies contre la criminalité transnationale organisée, aussi appelée Convention de Palerme. Il s'agit de l'un des trois protocoles de Palerme, les autres étant le Protocole contre le trafic illicite de migrants par terre, air et mer et le Protocole contre la fabrication et le trafic illicites d'armes à feu.
Le protocole a été adopté par l'Assemblée générale des Nations unies en 2000 et est entré en vigueur le 25 décembre 2003. En mai 2020, il avait été ratifié par 178 parties.
L'Office des Nations unies contre les drogues et le crime (ONUDC) est responsable de la mise en œuvre du protocole. Il offre une aide pratique aux États pour la rédaction de lois, la création de stratégies nationales complètes de lutte contre la traite et les ressources nécessaires à leur mise en œuvre. En mars 2009, l'ONUDC a lancé la Campagne Cœur Bleu pour lutter contre la traite des êtres humains, sensibiliser, encourager la participation et inspirer l'action.
Le protocole engage les États ratifiants à prévenir et combattre la traite des personnes, à protéger et assister les victimes de la traite et à promouvoir la coopération entre les États afin d'atteindre ces objectifs.

## Contenu du protocole
Le protocole couvre les éléments suivants:
Par «traite des personnes», on entend le recrutement, le transport, le transfert, l'hébergement ou l'accueil de personnes, au moyen de la menace ou de l'emploi de la force ou d'autres formes de coercition, d'enlèvement, de fraude, de tromperie, d'abus de pouvoir ou d'une situation de vulnérabilité ou de l'octroi ou de la réception de paiements ou d'avantages pour obtenir le consentement d'une personne ayant le contrôle sur une autre personne, à des fins d'exploitation. L'exploitation comprend, au minimum, l'exploitation de la prostitution d'autrui ou d'autres formes d'exploitation sexuelle, le travail ou les services forcés, l'esclavage ou des pratiques similaires à l'esclavage, la servitude ou le prélèvement d'organes. . . Le consentement d'une victime de la traite des personnes à l'exploitation envisagée énoncée [ci-dessus] est sans importance lorsque l'un quelconque des moyens énoncés [ci-dessus] a été utilisé.
- Faciliter le retour et l'acceptation des enfants qui ont été victimes de la traite transfrontalière, dans le respect de leur sécurité
- Interdire la traite des enfants (qui est définie comme étant une personne de moins de 18 ans) à des fins d'exploitation sexuelle commerciale des enfants (ESEC), de pratiques de travail d'exploitation ou d'enlèvement de parties du corps
- Suspendre les droits parentaux des parents, des tuteurs ou de toute autre personne qui a des droits parentaux à l'égard d'un enfant s'il est constaté qu'ils ont fait la traite d'un enfant
- Veiller à ce que les définitions de la traite reflètent la nécessité de garanties et de soins spéciaux pour les enfants, y compris une protection juridique appropriée
- Veiller à ce que les personnes victimes de la traite ne soient pas punies pour des infractions ou des activités liées au fait qu'elles ont été victimes de la traite, telles que la prostitution et les violations de l'immigration
- Veiller à ce que les victimes de la traite soient protégées contre l'expulsion ou le retour lorsqu'il existe des motifs raisonnables de soupçonner qu'un tel retour représenterait un risque important pour la sécurité de la personne victime de la traite ou de sa famille
- Envisager la résidence temporaire ou permanente dans les pays de transit ou de destination des victimes de la traite en échange de témoignages contre des trafiquants présumés, ou pour des raisons humanitaires et de compassion
- Prévoir des sanctions pénales proportionnelles à appliquer aux personnes reconnues coupables de traite dans des circonstances aggravantes, y compris des infractions impliquant la traite d'enfants ou des infractions commises ou impliquant la complicité d'agents de l'État
- Prévoir la confiscation des instruments et des produits de la traite et des infractions connexes à utiliser au profit des personnes victimes de la traite

La convention et le protocole obligent les États qui l'ont ratifiée à adopter une législation nationale sur la traite.

## Action régionale contre la traite des êtres humains
A Varsovie, le 16 mai 2005, la Convention du Conseil de l'Europe sur la lutte contre la traite des êtres humains a été ouverte à l'adhésion. La convention a établi un Groupe d'experts sur la lutte contre la traite des êtres humains (GRETA) qui surveille la mise en œuvre de la convention par le biais de rapports nationaux. Il a été ratifié (en janvier 2016) par 45 États européens, tandis qu'un autre État (Turquie) l'a signé mais ne l'a pas encore ratifié.
Une protection complémentaire est assurée par la Convention du Conseil de l'Europe sur la protection des enfants contre l'exploitation et les abus sexuels (Lanzarote, 25 oct. 2007).
En outre, la Cour européenne des droits de l'homme du Conseil de l'Europe à Strasbourg a rendu des arrêts concernant la traite des êtres humains qui ont violé les obligations de la Convention européenne des droits de l'homme : Siliadin c. France, arrêt du 26 juillet 2005, et Rantsev c. Chypre et Russie, arrêt du 7 janvier 2010.
Le Conseil de l'Europe coopère étroitement avec les Nations unies.